# Pallenopsis moebiusi
Pallenopsis moebiusi är en havsspindelart som beskrevs av Pushkin, A.F. 1975. Pallenopsis moebiusi ingår i släktet Pallenopsis och familjen Phoxichilidiidae. Inga underarter finns listade i Catalogue of Life.